# Hein Vanhaezebrouck
Hein Vanhaezebrouck (Cortrique, Bélgica, 16 de febrero de 1964) es un exjugador y entrenador de fútbol belga. Actualmente está sin club.

## Carrera como jugador
Vanhaezebrouck comenzó en el club de su ciudad natal, el KWSC Lauwe, en equipos juveniles, luego en Promoción (División 4), antes de jugar en la División 3 en el RRC Tournai, en la temporada 1984-85. Finalmente, fichó por el KV Kortrijk, en la División 1, la temporada siguiente.
En 1986 regresó al club donde se inició. De 1989 a 1998, jugó en el KRC Harelbeke, que pasó de la división 3 a la división 1. Luego estuvo tres temporadas en el KSC Lokeren, donde se terminó retirando en el 2000.

## Carrera como entrenador
Fue asistente en el Lokeren y a partir de enero de 2003 fue entrenador de diferentes clubes: primero en el KSV Ingelmunster, que luego se convirtió en el Sporting West Harelbeke, y luego en el KWSC Lauwe.
Se unió al KV Kortrijk en julio de 2006. Ganó el campeonato de la División 2 en 2008 y devolvió al club a la élite. En julio de 2009 se incorporó al Genk, que abandonó el 29 de noviembre del mismo año por falta de resultados.Regresó al Kortrijk en julio de 2010 y, tras una temporada normal, llevó al club a los Play-offs 1 y a la final de la Copa de Bélgica, perdida ante el Lokeren. El 10 de mayo de 2013, se anunció que había vuelto a firmar con el club de Cortrique.
El 5 de mayo de 2014, Vanhaezebrouck fue oficializado como entrenador del K. A. A. Gent.El club terminó la fase del campeonato en el segundo lugar y alcanzó los Play-offs. El 21 de mayo de 2015, el club ganó la Jupiler Pro League por primera vez en 120 años de historia, superando en la penúltima jornada de los Play-offs al Standard de Lieja por 2-0.Unos meses más tarde, lograría la Supercopa de Bélgica tras vencer al Club Brujas por 1-0.Dejó el club de común acuerdo el 27 de septiembre de 2017 tras un flojo comienzo de liga (6 puntos en 8 partidos) y una eliminación anticipada en la Europa League.
El 3 de octubre de 2017 se convirtió oficialmente en el nuevo entrenador del RSC Anderlecht.El 16 de diciembre de 2018, fue despedido del club luego de una derrota ante el Círculo de Brujas y los malos resultados acumulados desde su llegada.
El 4 de diciembre de 2020, se convirtió en el entrenador del K. A. A. Gent y reemplazó a Wim De Decker.En abril de 2022, obtuvo la Copa de Bélgica luego de vencer en los penaltis al RSC Anderlecht.En mayo de 2024, se confirmó que dejaría su cargo al final de la temporada luego de que su contrato expirara y no fuera renovado.

## Clubes

### Como jugador
| Club         | País    | Año       |
| ------------ | ------- | --------- |
| RRC Tournai  | Bélgica | 1984-1985 |
| KV Kortrijk  | Bélgica | 1985-1986 |
| KWSC Lauwe   | Bélgica | 1986-1989 |
| RC Harelbeke | Bélgica | 1989-1998 |
| KSC Lokeren  | Bélgica | 1998-2000 |

### Como entrenador
| Club             | País    | Año       |
| ---------------- | ------- | --------- |
| KSV Ingelmunster | Bélgica | 2002-2003 |
| SW Ing-Harelbeke | Bélgica | 2003      |
| KWSC Lauwe       | Bélgica | 2004-2006 |
| KV Kortrijk      | Bélgica | 2006-2009 |
| K. R. C. Genk    | Bélgica | 2009      |
| KV Kortrijk      | Bélgica | 2010-2014 |
| K. A. A. Gent    | Bélgica | 2014-2017 |
| RSC Anderlecht   | Bélgica | 2017-2018 |
| K. A. A. Gent    | Bélgica | 2020-2024 |

## Palmarés

### Como entrenador

#### Campeonatos nacionales
| Título                      | Club          | País    | Año     |
| --------------------------- | ------------- | ------- | ------- |
| Primera División de Bélgica | K. A. A. Gant | Bélgica | 2014-15 |
| Supercopa de Bélgica        | K. A. A. Gant | Bélgica | 2015    |
| Copa de Bélgica             | K. A. A. Gant | Bélgica | 2021-22 |